# Instytucja gospodarki budżetowej
Instytucja gospodarki budżetowej – jednostka organizacyjna, tworzona w celu realizacji zadań publicznych, która swoje zadania wykonuje odpłatnie, a koszty swojej działalności oraz zobowiązania pokrywa z uzyskiwanych przychodów. Ta forma organizacyjno-prawna została przewidziana ustawą z dnia 27 sierpnia 2009 r. o finansach publicznych. 
Instytucje gospodarki budżetowej należą do sektora finansów publicznych. Prawo jej tworzenia posiadają wyłącznie ministrowie, Szef Kancelarii Prezesa Rady Ministrów oraz organy lub kierownicy jednostek, wobec których Minister Finansów ma obowiązek włączenia dochodów i wydatków na rok następny do projektu ustawy budżetowej. Organ założycielski nadaje jednostce statut oraz powołuje i odwołuje jej dyrektora. W okresie przejściowym wynikającym z wdrażania aktualnej ustawy o finansach publicznych, w jednostki te mogły zostać przekształcone gospodarstwa pomocnicze.
Nowo tworzona instytucja gospodarki budżetowej może otrzymać dotację na pierwsze wyposażenie w środki obrotowe. Jednostki te mogą uzyskiwać również inne dotacje z budżetu państwa, jeśli stanowią tak odrębne ustawy. Jednostka samodzielnie gospodaruje swoim mieniem.
Instytucja gospodarki budżetowej posiada osobowość prawną, którą uzyskuje z chwilą wpisania do Krajowego Rejestru Sądowego. Organ władzy publicznej wykonujący funkcję organu założycielskiego tej instytucji może, pod pewnymi warunkami, udzielać jej zamówień publicznych z pominięciem stosowania przepisów o zamówieniach publicznych (zamówienia in-house).
W 2018 status IGB w Polsce posiadały (według ustawy budżetowej, Dz.U. z 2018 r. poz. 291):
- Centrum Obsługi Kancelarii Prezydenta RP
- Centrum Zakupów dla Sądownictwa
- Centrum Obsługi Administracji Rządowej
- Centralny Ośrodek Informatyki
- Centrum Usług Logistycznych
- Centralny Ośrodek Sportu
- Zakładu Inwestycji Organizacji Traktatu Północnoatlantyckiego
- Mazowiecka Instytucja Gospodarki Budżetowej „Mazovia”
- Profilaktyczny Dom Zdrowia w Juracie
- Centrum Badań i Edukacji Statystycznej GUS.